# 경원의 당금
경원의 당금(慶元-黨禁)은 남송 경원 이후 북송의 정호・정이 형제의 학설을 근간으로 하는 정학(程學)을 위학(僞學)이라며 배척하여 정학의 흐름에 속하는 학자의 저서 유포를 금지하는 등 탄압한 사건이다.

## 전개 과정
정호・정이 형제가 활약하던 11세기에도 이미 정학에 대한 비판과 탄압은 존재했다. 당시는 왕안석의 신법에 반대하여 구법당과 신법당이 대립하고 있었는데, 당시의 정치 싸움은 정치 개혁을 둘러싼 법령뿐 아니라 왕안석의 학설과 이를 배경으로 한 교육 개혁 등 전반에 미친 것이었다. 왕안석이 사망하고 구법당이 정권을 차지했지만, 소식・소철 형제의 학설을 중심으로 한 소학(蘇學)에 반대하면서 구법당은 내분을 겪었다. 남송 때에는 진회가 정권을 잡았던 1144년(소흥 14년)부터 1155년(소흥 25년)까지 정학이 탄압받았다. 주희가 처음 과거에 합격한 것도 진회가 정권을 잡고 있던 1148년(소흥 18년)의 일이었는데, 전체 합격자 330명 중에서 278번이었던 것도 이러한 시대 배경이 있었기 때문이었다.
주희는 50년 가까이 관료로 재직했지만, 좋게 말하면 결벽, 나쁘게 말하면 완벽주의자였던 그는 당시의 정치를 비판하는 경우가 많았고(특히 재상 등의 지도층), 황제가 직접 소환한 것을 포함해 여러 차례의 임관 요청을 사양하는 일이 많았다. 남송 영종도 "주희의 말은 현실적으로 가능하지 않다"라고 말할 정도로 이상주의적인 면을 가지고 있기도 했다. 하지만 주희는 당시에 이미 천하에 명성이 드높은 석학이었기에 조정에서 마냥 무시할 수만은 없어 다시 등용하곤 했다. 이러한 모순이 잘 드러난 사례가 1181년(순희 8년)에 있었다. 그 해에 재상직에 올랐던 왕회는 주희의 능력을 인정해 그를 다시 조정에 불렀는데, 복귀한 주희는 왕회의 친척이던 당중우를 집요하게 탄핵하여 왕회와 당중우를 천거했던 이부상서 정병을 분노시켰던 것이다. 이 일을 계기로 정병은 주희를 비판하는 것에서 더 나아가 주희의 학문을 비판하는 사람들에게 동조하여 주희의 학설의 기반이 된 정학 자체를 비판하는 단계로까지 나아가게 되었고, 경원의 당금의 배경 중 하나로 작용하게 된다.
1194년(소희 5년) 재상 조여우와 외척 한탁주가 공모하여 남송 광종을 퇴위시키고, 태자를 영종으로 즉위시켰다. 영종은 즉위한 뒤 주희를 수도 임안으로 불러 시강에 임명했으며, 이어서 조산랑(정7품) 환장각시제가 되었다. 주희는 가끔씩 영종을 위해 강의를 했는데 한편으론 외척 한탁주가 영종의 측근으로서 세력을 늘려가고 있었다. 주희는 영종에게 측근의 폐해를 경고하며 비밀리에 한탁주를 비판했고, 조여우에게도 한탁주를 실권이 없는 명예직으로 승진시켜야 한다고 주장했다. 하지만 조여우는 주희의 제안을 무시했고, 결국 이 얘기는 한탁주의 귀에 들어가게 되었다. 영종도 주희의 학식은 인정했지만, 정치적 능력에 대해선 의문을 가지고 있었고, 결국 주희는 윤10월 시강이 된 지 49일만에 시강직에서 물러나게 되었다. 그리고 다음해인 1195년(경원 원년) 2월 조여우도 재상직에서 경질당했다.
주희와 조여우의 파면에 대해 한탁주를 비판하는 의견이 많았지만, 주희의 학문적 입장에 부정적이던 사람들은 주희의 파면을 옹호하기도 했다. 특히 한탁주의 신뢰가 두터워 고관에 이른 경당・하담・유덕수・호굉 등 4인방을 비롯해 이목・심계조・고문호 등이 주희의 탄핵에 앞장섰던 인물들이었다.
4월 주희와 조여우의 옹호자로서 한탁주를 통렬히 규탄한 여조검이 유배를 갔다. 6월에는 유덕수가 주희의 학문의 진위를 감안하여 사정을 변별해야 한다고 상주했고, 7월에는 하담이 정학은 공자와 맹자의 도에서 벗어난 것이라 주장하며 악한 자를 관직에서 쫓아내야 한다고 상주했다. 11월 조여우가 모반 의혹을 받아 유배되었고, 1196년(경원 2년) 1월 조여우의 전임 재상이었던 유정도 위학의 무리를 조정에 끌어들인 계기가 됐다는 이유로 규탄받았다. 이후에도 주희의 학설이나 관련된 학문을 위학으로 규정하고, 과거 등에서 사용하는 것을 금하는 조치가 취해졌다.
12월 감찰어사 심계조는 주희에게 6개의 큰 죄가 있다며 탄핵했다. 그 내용으로는 ▲어머니께 효를 다하지 않았다 ▲조정의 부름에 응하지 않고 황제에게 불경한 태도를 취했다 ▲효종의 능묘를 정할 때 채원정・조여우와 함께 이론을 제기해 국가에 불충했다 ▲조여우와 함께 간신의 무리를 모아 조정을 우롱하고 모욕했다 ▲제자와 함께 도당을 만들었다 ▲사찰 부지에 학교를 이전하고 공자상과 불상을 모두 훼손시켰다 라는 것이었다. 이 외에도 심계조는 주희에게 많은 부정이 있었다고 구체적인 예를 들었다. 심계조가 주장한 것들의 대부분은 황당무계한 것이었지만, 병을 핑계로 관직에서 계속 사퇴하는 등 비판받은 사항도 포함되어 있었기에 주희는 이를 모두 부정하기 힘들었고, 결국 26일 삭탈관직 처분을 받았다.
이후에도 좌승상이 된 경당을 중심으로 탄압이 이루어져 1197년(경원 3년) 2월 위학의 당인을 중앙 관직에서 배제하기로 했고, 12월에는 주희와 조여우 등 59명을 위학역당의 무리로 규정해 역시 관직에서 배제했다. 1198년(경원 4년) 5월 12일 '회예(毁譽)를 도치하고, 국시를 기울게 하고 인심을 현혹시킨다'고 하여 위학을 금지하는 조칙이 발표되었다. 이 조칙은 고문호가 초안을 작성했다고 알려졌는데, 정학과 주희에 비판적이고 반감을 가진 사람들의 의견을 훌륭하게 표현한 문장으로 한탁주 역시 여기에 공감했다고 한다. 이 조칙을 계기로 경원 원년 이래 지속된 정학에 대한 탄압은 최고조에 달했다. 69살이 되었던 주희는 12월 늙었음을 이유로 관직에서 물러나길 청했고, 1199년(경원 5년) 4월 수리되었다. 이후 주희는 다음 해인 1200년(경원 6년) 3월 향년 71살로 생을 마감했다.
그런데 주희가 사망하자 한탁주의 태도가 바뀌기 시작했다. 주희에 대한 탄압을 지지한 사람들 중에는 한탁주에 동조한 사람들도 있었지만, 주희와 학문상 대립하는 사람들도 있었다. 하지만 한탁주는 학문과는 연이 없는 무관 출신으로 정학과 주희의 학문을 탄압했던 것도 주희와 조여우가 자신을 가볍게 여긴 것에 대한 반발 때문이었다. 따라서 주희가 정치적 영향력을 상실하자 한탁주는 더 이상 이 문제에 관심을 보이지 않게 되었고, 오히려 장효백이 훗날 정치 보복의 명분이 될 수 있다는 충고를 하기도 하는 등 자신이 정치적으로 공격당할 것을 우려했다. 때마침 1199년 2월 호굉이 파면당하자, 이후 경당・하담・유덕수도 모두 사망하거나 파면되었고, 한탁주는 금나라를 정벌하는 것으로 정치적 영향력을 회복하고자 했다. 1202년(가태 2년) 무렵부터는 당금이 조금씩 완화되기 시작했고, 처분을 받은 사람들 중에서 주희와 관계가 깊은 사람을 제외하고는 복직을 인정받았다.
한탁주는 개희북벌에 실패한 이후 암살되었고, 사미원이 새롭게 집권했는데 사미원은 사대부와 관료의 지지를 얻고자 정학을 존숭한다는 방침을 세웠으며, 1227년(보경 3년) 주희를 태사로 추증하고, 신국공(信國公)의 작위를 부여해 명예를 회복시켜 주었다. 1241년(순우 원년) 1월 남송 이종은 공자묘에서 왕안석을 배제하고 주희를 종사하라는 칙서를 내렸다. 이후 정학에서 발전한 주자학은 국가 공인 학설이 되었고, 과거시험에서 주자학 이외의 학설은 배제되기에 이르렀다. 이후 중국 사회는 20세기까지 주자학에 기초한 사상 통제가 이루어졌고, 주희나 그 학통으로부터 비판받거나 주자학에 이의를 제기한 학자・학설은 공식석상에서 배제되고 말았다.

## 참고 문헌
- 衣川強 (2006). 《宋代官僚社会史研究》. 汲古書院.
- 佐伯富 (1984). 《慶元の党禁》. 平凡社.
- 孟慶遠 (1998). 《中国歴史文化事典》. 新潮社.